# 尤韦斯塔比亚体育俱乐部
祖雲施達比亞體育會（S.S. Juve Stabia），意大利斯塔比亚海堡市的一个足球俱乐部，成立于1907年。现在参加意大利足球丙级联赛。